# Doug Burgum
Doug James Burgum (* 1. srpna 1956, Arthur, Severní Dakota) je americký podnikatel a politik. V letech 2016 až 2024 vykonával úřad guvernéra za stát Severní Dakota. Je členem Republikánské strany.
V roce 1983 se přidal k Great Plains Software a v roce 1984 se stal jeho ředitelem. V roce 2001 prodal firmu společnosti Microsoft za 1,1 miliardy dolarů. V Microsoftu se stal šéfem Microsoft Business Solutions. V roce 2012 začal působit jako předseda představenstva společnosti Atlassian. 
Od roku 2007 také působil ve správní radě společnosti SuccessFactors a v letech 2010 až 2012 byl předsedou. Je zakladatelem Kilbourne Group, realitní developerské firmy se sídlem ve Fargu a také spoluzakladatelem Arthur Ventures.
V roce 2016 oznámil svůj záměr kandidovat na post guvernéra Severní Dakoty jako republikán. Bez politických zkušeností a také navzdory tomu, že na stranickém sjezdu v dubnu 2016 Republikánská strana v Severní Dakotě podpořila kandidaturu dlouholetého generálního prokurátora Wayna Stenehjema, porazil Burgum Stenehjema v primárních volbách, čímž získal republikánskou nominaci. V listopadových všeobecných volbách čelil demokratovi Marvinu Nelsonovi a libertariánovi Martymu Riskemu; vyhrál s více než 75 % hlasů. Byl znovu zvolen v roce 2020 se 66 % hlasů.
V roce 2024 jej zvolený prezident Donald Trump jmenoval jako budoucího ministra vnitra USA. Senát jej 30. ledna 2025 poměrem hlasů 79–18 ve funkci potvrdil.